# Estación de Hospital del Henares
Hospital del Henares es una estación de la línea 7 del Metro de Madrid situada junto al Hospital del Henares de Coslada.

## Historia
La estación fue inaugurada el día 11 de febrero de 2008, junto con el Hospital del Henares, más tarde que el resto de las estaciones de MetroEste.
La estación ha sufrido varias obras de rehabilitación desde su inauguración para garantizar la seguridad y aliviar las grietas que se han formado encima de los túneles por los que discurre el tramo MetroEste. Véase Obras de rehabilitación en Línea 7 para más detalles.
La estación está cerrada desde el 24 de agosto de 2022. 

## Accesos
Vestíbulo Hospital del Henares
- Hospital del Henares Cº Labor, s/n (frente al Hospital)
- Ascensor Cº Labor, s/n (frente al Hospital)

## Líneas y conexiones

### Metro
| << cabecera    | < estación     | línea | estación > | cabecera >>                                   |
| -------------- | -------------- | ----- | ---------- | --------------------------------------------- |
| final de línea | final de línea |       | Henares    | Pitis Cambio de tren en Estadio Metropolitano |

### Autobuses
| Diurnos |                     |                                            |                           |
| Línea   | Destino             | Parada                                     | Operador                  |
| 1       | C. C. San Fernando  | 18528 Av. Marie Curie-Hospital del Henares | Avanza Movilidad Integral |
| 1       | Polígono industrial | 18528 Av. Marie Curie-Hospital del Henares | Avanza Movilidad Integral |
| SE72    | Coslada Central     | 18528 Av. Marie Curie-Hospital del Henares | Avanza Movilidad Integral |

| Diurnos |                        |                                            |                           |
| Línea   | Destino                | Parada                                     | Operador                  |
| 280     | Loeches                | 18528 Av. Marie Curie-Hospital del Henares | Avanza Movilidad Integral |
| 280     | Coslada (FFCC)         | 18528 Av. Marie Curie-Hospital del Henares | Avanza Movilidad Integral |
| 289     | Madrid (Ciudad Lineal) | 18528 Av. Marie Curie-Hospital del Henares | Avanza Movilidad Integral |
| SE7     | Barrio del Puerto      | 18528 Av. Marie Curie-Hospital del Henares | Monbus                    |